# Sättna kommundel
Sättna kommundel är en av Sundsvalls kommuns åtta kommundelar. Den omfattar Sättna distrikt samt den västra delen av Selångers distrikt. Tätorten Kovland ligger i kommundelen.